# Allemagne aux Jeux olympiques d'été de 1992
L'Allemagne participe aux Jeux olympiques d'été de 1992 à Barcelone en Espagne du 25 juillet au 9 août 1992. 463 athlètes allemands, 300 hommes et 163 femmes, ont participé à 237 compétitions, dans 26 sports. Ils y ont obtenu 82 médailles : 33 d'or, 21 d'argent et 28 de bronze.

## Médailles

### Médailles d'or
| Sport               | Discipline                       | Sportifs | Performance    |
| Médailles d'or : 33 |                                  | |                |
| Athlétisme          | 5 000 mètres (H)                 | Dieter Baumann | 13 min 12 s 52 |
| Athlétisme          | Saut en longueur (F)             | Heike Drechsler | 7,14 m         |
| Athlétisme          | Saut en hauteur (F)              | Heike Henkel | 2,02 m         |
| Athlétisme          | Lancer du javelot (F)            | Silke Renk | 68,34 m        |
| Aviron              | Skiff (H)                        | Thomas Lange |                |
| Aviron              | Quatre de couple (H)             | Andreas Hajek Michael Steinbach Stephan Volkert Andre Willms | 5 min 45 s 17  |
| Aviron              | Deux de couple (F)               | Kerstin Koppen Kathrin Boron | 6 min 49 s 00  |
| Aviron              | Quatre de couple (F)             | Sybille Schmidt Birgit Peter Kerstin Müller Kristina Mundt | 6 min 20 s 18  |
| Boxe                | Plumes (-57 kg)                  | Andreas Tews |                |
| Boxe                | Mi lourds (-81 kg)               | Torsten May |                |
| Canoë-kayak         | K-2 (500 m) (H)                  | Kay Bluhm Torsten Gutsche |                |
| Canoë-kayak         | K-2 (1 000 m) (H)                | Kay Bluhm Torsten Gutsche |                |
| Canoë-kayak         | K-4 (1 000 m) (H)                | Mario von Appen Oliver Kegel Thomas Reineck André Wohllebe |                |
| Canoë-kayak         | C-2 (1 000 m) (H)                | Ulrich Papke Ingo Spelly |                |
| Canoë-kayak         | K-1 (500 m) (F)                  | Birgit Fischer |                |
| Canoë-kayak         | K-2 (500 m) (F)                  | Ramona Portwich Anke von Seck |                |
| Canoë-kayak         | K-1 (F)                          | Elisabeth Micheler-Jones |                |
| Cyclisme sur piste  | Vitesse individuelle (H)         | Jens Fiedler |                |
| Cyclisme sur piste  | Poursuite par équipes (H)        | Stefan Steinweg Andreas Walzer Guido Fulst Michael Glöckner Jens Lehmann | 4 min 8 s 791  |
| Cyclisme sur piste  | Poursuite individuelle (F)       | Petra Rossner | 3 min 41 s 573 |
| Cyclisme sur route  | Contre-la-montre par équipes (H) | Bernd Dittert Christian Meyer Uwe Peschel Michael Rich | 2 h 1 min 39 s |
| Équitation          | Dressage individuel              | Nicole Uphoff |                |
| Équitation          | Saut d'obstacles individuel      | Ludger Beerbaum |                |
| Équitation          | Dressage par équipes             | Klaus Balkenhol Nicole Uphoff Monica Theodorescu Isabell Werth |                |
| Escrime             | Fleuret par équipes (H)          | Udo Wagner Ulrich Schreck Thorsten Weidner Alexander Koch Ingo Weissenborn |                |
| Escrime             | Épée par équipes (H)             | Elmar Borrmann Robert Felisiak Arnd Schmitt Uwe Proske Vladimir Reznitchenko |                |
| Haltérophilie       | 100 - 110 kg (H)                 | Ronny Weller |                |
| Hockey sur gazon    | Tournoi (H)                      | Andreas Becker Christian Blunck Carsten Fischer Volker Fried Michael Hilgers Andreas Keller Michael Knauth Oliver Kurtz Christian Mayerhöfer Sven Meinhardt Michael Metz Klaus Michler Christopher Reitz Stefan Saliger Jan-Peter Tewes Stefan Tewes |                |
| Lutte gréco-romaine | 82 - 90 kg (H)                   | Maik Bullmann |                |
| Natation            | 400 m Nage libre (F)             | Dagmar Hase | 4 min 7 s 18   |
| Tennis              | Double (H)                       | Boris Becker Michael Stich |                |
| Tir                 | Pistolet rapide 25 m (H)         | Ralf Schumann | 885 pts        |
| Tir                 | Cible mobile 10 m (H)            | Michael Jakosits | 673 pts        |

### Médailles d'argent
| Sport                   | Discipline                  | Sportifs | Performance    |
| Médailles d'argent : 21 |                             | |                |
| Athlétisme              | Lancer du disque (H)        | Jürgen Schult | 64,94 m        |
| Aviron                  | Deux sans barreur (H)       | Colin Ettingshausen Peter Hoeltzenbein | 6 min 32 s 68  |
| Aviron                  | Quatre barré (H)            | Ralf Brudel Uwe Kellner Thoralf Peters Karsten Finger Hendrik Reiher | 6 min 0 s 34   |
| Aviron                  | Deux sans barreur (F)       | Ingeburg Schwerzmann Stefani Werremeier | 7 min 7 s 96   |
| Boxe                    | Légers (-60 kg)             | Marco Rudolph |                |
| Canoë-kayak             | C-2 (500 m) (H)             | Ulrich Papke Ingo Spelly |                |
| Canoë-kayak             | K-4 (500 m) (F)             | Katrin Borchert Ramona Portwich Birgit Fischer Anke von Seck |                |
| Cyclisme sur piste      | Poursuite individuelle (H)  | Jens Lehmann | 3 min 41 s 573 |
| Cyclisme sur piste      | Vitesse individuelle (F)    | Annett Neumann |                |
| Équitation              | Concours complet individuel | Herbert Blöcker |                |
| Équitation              | Dressage individuel         | Isabell Werth |                |
| Escrime                 | Fleuret par équipes (F)     | Sabine Bau Zita Funkenhauser Annette Dobmeier Anja Fichtel-Mauritz Monika Weber-Koszto |                |
| Gymnastique artistique  | Barre fixe                  | Andreas Wecker | 9,837 pts      |
| Hockey sur gazon        | Tournoi (F)                 | Britta Becker Tanja Dickenscheid Nadine Ernsting-Krienke Christine Ferneck Eva Hagenbäumer Franziska Hetschel Caren Jungjohann Katrin Kauschke Irina Kuhnt Heike Lätzsch Susanne Müller Tina Peters Simone Thomaschinski Bianca Weiß Anke Wild Susie Wollschläger |                |
| Lutte gréco-romaine     | 52 - 57 kg (H)              | Rifat Yildiz |                |
| Lutte libre             | 90 - 100 kg (H)             | Heiko Balz |                |
| Natation                | 200 m Nage libre (F)        | Franziska van Almsick | 1 min 58 s 00  |
| Natation                | 200 m Dos (F)               | Dagmar Hase | 2 min 9 s 46   |
| Natation                | 4 × 100 m 4 nages (F)       | Franziska van Almsick Jana Dörries Dagmar Hase Daniela Hunger | 4 min 5 s 19   |
| Tennis                  | Simple (F)                  | Steffi Graf |                |
| Tennis de table         | Double (H)                  | Steffen Fetzner Jörg Rosskopf |                |

### Médailles de bronze
| Sport                    | Discipline                       | Sportifs | Performance     |
| Médailles de bronze : 28 |                                  | |                 |
| Athlétisme               | Marathon (H)                     | Stephan Freigang | 2 h 14 min 0 s  |
| Athlétisme               | 50 km marche (H)                 | Ronald Weigel | 3 h 53 min 45 s |
| Athlétisme               | Lancer du poids (F)              | Kathrin Neimke | 19,78 m         |
| Athlétisme               | Lancer du javelot (F)            | Karen Forkel | 66,86 m         |
| Athlétisme               | Heptathlon (F)                   | Sabine Braun | 6 649 pts       |
| Aviron                   | huit (H)                         | Roland Baar Armin Eichholz Detlef Kirchhoff Manfred Klein Bahne Rabe Frank Richter Hans Sennewald Thorsten Streppelhoff Ansgar Wessling           | 5 min 31 s 00   |
| Aviron                   | Quatre barré (F)                 | Antje Frank Annette Hohn Gabriele Mehl Birte Siech                                                                                                | 6 min 32 s 34   |
| Aviron                   | huit (F)                         | Sylvia Dördelmann Kathrin Haacker Christiane Harzendorf Daniela Neunast Cerstin Petersmann Dana Pyritz Annegret Strauch Ute Schell Judith Zeidler | 6 min 7 s 80    |
| Boxe                     | Mi mouches (-48 kg)              | Jan Quast |                 |
| Canoë-kayak              | C-1 (500 m) (H)                  | Olaf Heukrodt |                 |
| Canoë-kayak              | K-1 (H)                          | Jochen Lettmann |                 |
| Équitation               | Dressage individuel              | Klaus Balkenhol |                 |
| Équitation               | Concours complet par équipes     | Herbert Blöcker Ralf Ehrenbrink Matthias Baumann Cord Mysegaes                                                                                    |                 |
| Gymnastique artistique   | Anneaux                          | Andreas Wecker | 9,862 pts       |
| Gymnastique artistique   | Cheval d'arçons                  | Andreas Wecker | 9,887 pts       |
| Haltérophilie            | 60 - 67,5 kg (H)                 | Andreas Behm |                 |
| Haltérophilie            | Plus de 110 kg (H)               | Manfred Nerlinger |                 |
| Judo                     | moins de 60 kg (H)               | Richard Trautmann |                 |
| Judo                     | moins de 65 kg (H)               | Udo Quellmalz |                 |
| Natation                 | 1 500 m Nage libre (H)           | Jörg Hoffmann | 15 min 2 s 29   |
| Natation                 | 4 × 100 m Nage libre (H)         | Dirk Richter Christian Tröger Steffen Zesner Mark Pinger                                                                                          | 3 min 17 s 90   |
| Natation                 | 100 m Nage libre (F)             | Franziska van Almsick | 54 s 94         |
| Natation                 | 200 m Nage libre (F)             | Kerstin Kielgass | 1 min 59 s 67   |
| Natation                 | 800 m Nage libre (F)             | Jana Henke | 8 min 30 s 99   |
| Natation                 | 200 m 4 nages (F)                | Daniela Hunger | 2 min 13 s 92   |
| Natation                 | 4 × 100 m Nage libre (F)         | Franziska van Almsick Daniela Hunger Simone Osygus Manuela Stellmach                                                                              | 3 min 41 s 60   |
| Plongeon                 | Tremplin 3 mètres (H)            | Brita Baldus | 503.07 pts      |
| Tir                      | Carabine à air comprimé 10 m (H) | Johann Riederer | 691,7 pts       |